# 局所性
局所性（きょくしょせい、英: locality）とは、物理学において、「ある地点で行われた行為や起こった現象によって、遠くの実験結果が直ちに変わることは無い」という性質。
もしこれが破れてしまうと、「原因の結果が光より早く伝播することはない」という相対論的な因果律に反することになり、異なる慣性系から見ると原因と結果の順序が逆転してしまう。よって、局所性は物理の最も基本的な要請となっている。